# Fire Emblem: Awakening
Fire Emblem: Awakening (ファイアーエムブレム 覚醒, Faiā Emuburemu: Kakusei) é um RPG eletrônico de estratégia desenvolvido pela Intelligent Systems e publicado pela Nintendo exclusivamente para o Nintendo 3DS. O jogo foi lançado em 19 de abril de 2012 no Japão, 4 de fevereiro de 2013 na América do Norte e 19 de abril na Europa, disponível tanto no comércio varejista quanto digitalmente através da Nintendo eShop. A jogabilidade do título, como a dos outros jogos da série, envolve a movimentação tática dos personagens controlados por um campo de batalha em forma de tabuleiro, lutando contra unidades inimigas. Outras funcionalidades incluem um aprimorado sistema de relacionamentos, que permite construir relações afetivas entre os personagens, com o objetivo de aumentar suas habilidades, níveis de dificuldade ajustáveis, inclusive com morte permanente dos personagens opcional, e perspectivas de câmera múltiplas em batalha.
A história é ambientada nos continentes de Archanea, do primeiro jogo da série, Fire Emblem: Shadow Dragon and the Blade of Light para o Famicom, e Valentia, de Fire Emblem Gaiden para a mesma plataforma, ambos lançados apenas no Japão; focando-se num grupo de guerreiros do Sagrado Reino de Ylisse. O jogador assume e controla um Avatar customizado de acordo com suas preferências, que sofre de amnésia no começo da história. O Avatar acompanha Chrom, o príncipe de Ylisse, e seu exército pessoal, ajudando-os, ao decorrer do jogo, a defender Ylisse de ataques da nação hostil de Plegia, além de monstros mortos-vivos conhecidos como "Risen".
O desenvolvimento ficou a cargo da Intelligent Systems, com supervisão da Nintendo. A produção do jogo começou em 2010, com vários veteranos da série Fire Emblem ocupando papéis-chave na produção. Devido as baixas vendas dos títulos anteriores, Awakening foi desenvolvido como o possível último jogo da série, o que levou os desenvolvedores incorporarem elementos de todos os jogos anteriores. Como o 3DS ainda estava em sua fase final de ajustes pré-lançamento, a equipe possuía apenas uma ideia parcial do que o sistema seria capaz, o que levou a cortes de performance gráfica que, posteriormente, se mostraram desnecessários.
Awakening obteve uma recepção muito positiva, com boas vendas. Os críticos elogiaram as mecânicas adicionadas à jogabilidade tradicional da série, mantendo ainda assim a acessibilidade aos novos jogadores. Os principais defeitos apontados resumiram-se na baixa qualidade dos gráficos e a falta de um modo multijogador online. Após o lançamento, o jogo foi nomeado para vários prêmios das publicações especializadas, sendo frequentemente citado como um dos melhores para o 3DS. O sucesso comercial de Awakening garantiu a continuação da série, sendo o seu jogo sucessor, Fire Emblem Fates, desenvolvido pela mesma equipe, lançado em 2015 no Japão e 2016 no Ocidente.

## Jogabilidade
Em Fire Emblem: Awakening, o jogador começa ao personalizar o seu Avatar, um dos personagens principais da campanha, escolhendo seu gênero, cor de cabelo, tipo físico e sua voz. Em seguida, deve escolher entre os dois modos de jogo existentes: "Casual Mode" e "Classic Mode". No modo "Classic", clássico, todos os personagens mortos em batalha permanecem mortos, não podendo mais ser usados pelo restante do jogo. Esse modo reflete a jogabilidade consagrada da série. Já o modo "Casual" permite desativar essa restrição, e as unidades mortas são restauradas após o fim da batalha em curso. Caso o Avatar ou o personagem Chrom sejam derrotados, perde-se o jogo; o jogador recebe a mensagem de "Game Over", fim de jogo, e deve reiniciar a partir do último ponto salvo. O jogo possui três níveis de dificuldade selecionáveis diferentes: indo do mais fácil, o modo "Normal", o modo intermediário "Hard", até o modo mais difícil, "Lunatic", lunático; além de um quarto nível extra, "Lunatic+", que somente é desbloqueado após vencer o jogo no modo Lunatic.
Após a introdução da história, o jogador recebe o controle sobre um grupo de unidades e o acesso ao "World Map", mapa de mundo, onde poderá então viajar para novas localidades inexploradas, dando prosseguimento à história da campanha, ou revisitar lugares já conhecidos. A hora do dia no World Map é sincronizada com o fuso e as definições horárias do sistema. Lugares novos podem conter, além das missões principais, lutas com inimigos aleatórios e missões paralelas, nas quais novas unidades poderão ser recrutadas. O jogador poderá recrutar até quarenta personagens no total, não incluindo os personagens disponibilizados em conteúdo adicional. Existe também um sistema de "shops", lojas, nas quais o jogador poderá comprar e vender itens, além de forjar novas armas. Entre as missões, os jogadores podem ir até uma base central personalizável conhecida como "Barracks" ("quartel") onde poderão assistir interações entre os personagens, visualizar informações sobre as unidades, entre outras atividades.
O jogo oferece uma gama de interações online e interpessoais, através das funcionalidades SpotPass e StreetPass do 3DS. Ao navegar pelo mapa, o jogador pode encontrar e interagir com outros jogadores através do StreetPass. Utilizando a funcionalidade, pode-se montar uma equipe de até dez personagens, que então batalharão com a equipe de outros jogadores desafiantes, e o vencedor levará as unidades. Avatares pessoais também podem ser compartilhados usando essa função, sendo possível lutar ou tornar-se amigo destes, além de poder emprestar o seu Avatar a outro jogador. Através do SpotPass, mesmo com o jogo desativado, é possível receber novos mapas, equipes e itens.

### Sistema de combate
Awakening usa um sistema de combate RPG tático por turnos. O terreno é exibido na tela superior do 3DS, reservando a tela inferior para informações da unidade. Antes de cada batalha, o jogador seleciona um número limitado de unidades que serão utilizadas do seu rol de personagem disponíveis. O jogador pode ou controlar cada unidade individualmente ou ativar um modo de movimentação automática. A movimentação se dá num sistema de tabuleiro, sendo o terreno divido em células. Durante a batalha, tanto os sprites dos personagens do jogador quanto as unidades controladas pela inteligência artificial da máquina recebem um turno de movimentação, no qual posicionam suas unidades, e cada unidade pode ser movimentada uma vez a cada turno. As células que uma unidade poderá alcançar ficam realçadas em azul, enquanto o alcance do ataque desta fica em vermelho.

As linhas tracejadas delimitam células de movimento, criando um tabuleiro de movimentação para os as unidades. As duas unidades inimigas estão sob células realçadas em vermelho, pelo que podem ser então atacadas pela unidade selecionada.

O combate é iniciado quando a célula de destino escolhida está ocupada por uma unidade inimiga. Seguindo o padrão das batalhas em RPGs, o dano do ataque dependerá dos atributos da unidade atacante e uma unidade só é derrotada quando os seus pontos de vida (HP) chegam a zero. Caso sejam aliadas, as unidades movidas à uma mesma célula irão emparelhar-se. O sistema de apoio e emparelhamento é intrinsecamente relacionado ao sistema de relacionamentos. Quando emparelhadas, as habilidades da unidade principal, aquela que já estava na célula, aumentam consideravelmente. Já quando duas ou mais unidades estão apenas adjacentes uma a outra, aumenta-se o "Hit Rate", a probabilidade de um ataque bem sucedido, e a "Avoidance", a probabilidade de evasiva a ataques inimigos, além de surgirem as possibilidades de um Ataque Duplo e uma Defesa Dupla. Ambos os sistemas serão mais fortes e eficazes quanto melhor for o relacionamento entre as unidades.
Durante o combate, as unidades recebem pontos de experiência (EXP) por ações bem-sucedidas. Quando os personagens alcançam 100 EXPs sobem de nível, aumentando seus atributos numéricos, como saúde ou poder de ataque, até o nível máximo de 20. Os personagens também podem aprender novas habilidades, que podem ser gerenciadas pelo jogador. O jogo possui também um sistema de classes de personagem, com aproximadamente quarenta classes disponíveis, como Lorde, Bárbaro ou Ladino. Todo o personagem, incluindo o Avatar, possui uma classe inicial. Quando certo personagem chega no nível 10, ele pode ser promovido ou mudar de classe, o que se dá através de dois itens especiais: "Master Seals" (Brasão Mestre) e "Second Seals" (Brasão Secundário), respectivamente. Ao ser promovido, como, por exemplo, da classe Cavaleiro para a classe Paladino, os atributos da unidade aumentam e ela ganha acesso à novas armas e habilidades. As unidades possuem um número limitado de classes as quais podem se transferir. Independentemente de mudanças futuras, os personagens mantêm as habilidades aprendidas nas classes prévias; contudo, ao realizar qualquer uma dessas ações, o nível da unidade retorna a um. A classe de um personagem afeta tanto o seu poder de ataque quanto sua mobilidade no terreno. Por exemplo, Magos e Arqueiros podem atacar a maiores distâncias do que unidades de combate corpo a corpo, unidades montadas possuem ataques mais fortes do que desmontadas, etc.
O sistema de relacionamentos tem como base a mecânica de "Support", que são diálogos entre os capítulos que aumentam o "support level" (nível de apoio) entre os personagens. Para acontecerem tais conversações necessita-se de uma certa quantidade de "Support Points", pontos de suporte, que são obtidos por determinadas ações, como um ataque duplo em batalha. Os níveis de suporte são classificados de acordo com a seguinte ordem crescente: "C", "B", "A" e "S". Enquanto "A" indica uma amizade forte, o nível "S", que só pode ser obtido por unidades de gêneros opostos, representa que os personagens se apaixonaram. Depois que um Support "S" é completo, os personagens se casam e tem filhos, alterando assim a descrição deles nos créditos finais do jogo, que relatam o que aconteceu com os personagens após o jogo. Os filhos do casal também podem ser encontrados e recrutados em capítulos paralelos abertos pelo casamento, com a aparência e a habilidades destes variando e dependendo de quais unidades são seus pais.

## Enredo

### Ambientação e personagens
O jogo é ambientado nos continentes de Archanea e Valentia, presente em jogos anteriores, agora conhecidos como Ylisse e Valm; aproximadamente dois mil anos após os eventos de Fire Emblem: Shadow Dragon and the Blade of Light. Um milênio antes dos eventos do jogo, o dragão caído Grima tentou destruir o mundo. Para impedi-lo, a dragão divina Naga escolheu o governante do Sagrado Reino de Ylisse (conhecido como o Exalto) e concedeu-lhe seu poder através de dois artefatos mágicos: uma espada, "Falchion", capaz de matar dragões e o "Fire Emblem", um escudo capaz de realizar o ritual conhecido como "Awakening" ("Despertar", literalmente). Usando-os, o Exalto derrotou Grima, colocando-o em um adormecimento profundo.
No tempo presente, a terra de Ylisse foi divida entre o Sagrado Reino de Ylisse no sudeste do continente, que continua a adorar Naga, e é governado pela Exalta Emmeryn e defendido por seu irmão Chrom; o reino de Plegia à oeste, uma teocracia que cultua Grima, e, ao norte, Regna Ferox, um país militarista cujos líderes, Khan Flavia do leste e Khan Basilio do oeste, periodicamente lutam pela governança deste em um torneio. Além, no continente de Valm, várias nações menores foram unidas politicamente pelo imperador Walhart, que possui tendências expansionistas. Quinze anos antes dos eventos do jogo, Ylissee e Plegia travaram uma guerra religiosa, instigada pelo último Exalto, pai de Emmeryn e Chrom, que levou destruição à ambos países e um ressentimento mútuo. Ylisse lentamente recuperou-se da guerra graças à liderança pacifica de Emmeryn.
Enquanto Ylisse se recuperava, Plegia, liderada pelo rei Gangrel, começa a promover incursões de bandidos à Ylisse para pilhar o campo e instigar uma declaração de guerra, em busca de tomar todo o continente. Apesar dessas provocações, Emmeryn não retoma a guerra, cabendo a Chrom e sua força militar voluntária conhecida como "Shepherds" (literalmente, "Pastores") patrulhar e proteger os camponeses. Essa é formada por Chrom, o líder, pela sua irmã Lissa, por Frederick, seu tenente e segundo em comando e, eventualmente, o Avatar, que atua como estrategista; além de muitos outros companheiros possíveis de recrutamento no decorrer da história.

### História principal
A história começa com um sonho do Avatar, em que esse e Chrom lutam contra um feiticeiro. Após ganharem, o Avatar torna-se maligno e mata Chrom com uma lâmina de eletricidade. Ao acordar, o Avatar se vê em um campo aberto, onde é encontrando por Chrom, Lissa e Frederick. Ele(a) descobre que não se lembra de nada, o que é identificado como amnésia, a exceção do nome de Chrom. Uma vila perto é atacada por bandidos de Plegia e o Avatar ajuda-os a defenderem-na, revelando-se um hábil espadachim e usuário de magia, sendo então convidado a entrar para os Shepherds por sua habilidade como estrategista. Um grande portal aparece no céu e os Risen surgem através dele; Lissa é encurralada, mas é salva por uma estranha mascarada, uma jovem que autonomeia-se "Marth", em referência ao antigo rei herói das lendas. O grupo chega em Ylisstol, a capital do reino, onde reúnem-se com os outros Sheperds, e partem para o norte na tentativa de obter uma aliança com Regna Ferox, seguindo instruções da Exalta Emmeryn. Lá Chrom luta como campeão de Flavia num torneio para decidir a soberania do país, ganhando de Marth, que havia se tornado a nova campeã de Basilio, e garantindo a aliança de Ferox no confronto contra Plegia.
Maribelle, membro dos Sheperds, é sequestrada por soldados de Plegia, e o rei, Gangrel, acusa-a de invadir seu território. Emmeryn tenta uma última conferência com o rei Gangrel na tentativa de esclarecer o incidente e evitar a guerra, mas o acordo fracassa visto que ele exige a entrega do Fire Emblem, o tesouro real de Ylisse, como resgate. Diante da negativa de Emmeryn, Gangrel a ataca e Chrom apressa-se em defendê-la, o que Gangrel toma como declaração de guerra. Eles resgatam Maribelle na batalha que se segue e retornam à capital; onde Emmeryn sofre uma tentativa de assassinato do feiticeiro Validar e seus capangas, mas é salva por Marth que sabia previamente que a tentativa realizar-se-ia. Chrom precisa ir até Ferox onde conseguirá os reforços, e insiste, pela segurança de Emmeryn, que ela vá também, o que ela recusa visto que jamais poderia abandonar seu povo, mas concede deslocar-se para o palácio oriental. No entanto, durante a viagem eles descobrem que a linha de defesa da fronteira caiu e Emmeryn retorna a capital, confiando o Fire Emblem à Chrom Os Sheperds, ao retornar com as tropas de Regna Ferox, descobrem que a capital já caiu, a Exalta foi capturada e Gangrel ameaça executá-la publicamente. Eles rapidamente identificam a situação como uma óbvia armadilha, mas que ainda podem resgatá-la com uma boa estratégia.
Chegando em Plegia, a estratégia do Avatar funciona e execução não acontece devido a batalha que se segue. Por fim, Gangrel exige novamente o Fire Emblem, em troca da vida de Emmeryn. Entretanto, Emmeryn não permite que isso aconteça, fazendo então um último discurso ao povo de Plegia e se jogando da plataforma de execução, no topo de um penhasco, martirizando-se. Tal ação leva à deserção em massa no exército de Plegia, fazendo com que, eventualmente, os Shepherds ganhassem a guerra, tirando Gangrel do poder e restaurando a paz a Archanea.
Dois anos depois da derrota de Gangrel, Chrom é coroado rei de Ylisse, casa-se e tem uma filha recém-nascida chamada Lucina. Chrom lidera os Shepherds novamente quando o Emperador Walhart ameaça invadir Alchanea. Durante esse tempo, "Marth" retorna, e revela que ela é Lucina do futuro - com maior precisão, uma linha alternativa de mais de 10 anos. Ela avisa Chrom que em seu futuro, onde todos os Shepherds morreram, o dragão Grima foi ressuscitado, condenando a humanidade. Com a mágica de Naga, Lucina voltou no tempo para impedir o despertar de Grima. Para isso, Chrom deve realizar o "Awakening" (Despertar), um ritual que lhe concede o poder de Naga, combinando o Fire Emblem com as cinco pedras mágicas.
Durante e depois da guerra no continente vizinho de Valm, os Shepherds conseguem recuperar quatro das pedras preciosas. Eles então são emboscados por Validar, o novo rei de Plegia e o pai de o Avatar, depois de oferecer a última pedra. Validar revela que o Avatar nasceu para ser o novo hospedeiro físico de Grima, explicando a marca na mão de o Avatar: a Marca de Grima. Validar assume o controle de o Avatar e rouba o Fire Emblem de Chrom. Lucina percebe que o Avatar matou Chrom em sua linha do tempo, mas Chrom permanece confiante que o Avatar poderá pode superar o controle mental de Grima devido à sua amizade. Os Shepherds conseguem rastrear e matar Validar, recuperando o Fire Emblem. Porém, o o Avatar possuído da linha do tempo de Lucina aparece, tendo a seguido, e acorda Grima desta linha do tempo por uma fusão com ele. Numa corrida contra o tempo, Chrom realiza o Despertar e invoca Naga. Embora Chrom tenha o poder para parar Grima, a dragoa o avisa que ela tem poder o suficiente apenas para colocar Grima para dormir por mais mil anos. Naga explica que a única forma de destruir Grima é fazendo-o destruir a si mesmo através de o Avatar, o que custaria a vida de o Avatar. Naga diz a eles que o Avatar vai sobreviver apenas se seus laços com os Shepherds forem fortes o bastante.
Na batalha final, os Shepherds conseguem enfraquecer Grima. Chrom, já contra o Avatar se sacrificar, vai tentar dar o golpe final ao dragão. Dependendo da escolha final do jogador, o jogo vai chegar a um de dois finais diferentes:
- Se o Avatar deixa Chrom dar o golpe final, Grima é posto para dormir por mais mil anos. o Avatar sente remorso por deixar que uma geração futura sofra com o dragão, mas Chrom, e a família de o Avatar (se ele tiver uma), vão confortá-lo.
- Se o Avatar não deixa Chrom dar o golpe final, ele vai matar Grima ele mesmo. Os dois o Avatars e Grima vão desaparecer, com o o Avatar original dando adeus a Chrom. Chrom e os Shepherds se recusam a aceitar que o Avatar está morto, e juram encontrá-lo e trazê-lo para casa.

Em uma cena pós-créditos, o Avatar acorda em um campo semelhante ao começo do jogo, onde Chrom e Lissa finalmente o encontram. Se o jogador chega ao segundo final, a Marca de Grima de o Avatar vai desaparecer, e Chrom vai dar as boas vindas a o Avatar de volta para casa.

## Desenvolvimento
O jogo foi conjuntamente desenvolvido pela Nintendo e pela Intelligent Systems, a desenvolvedora usual da série. O planejamento inicial de Fire Emblem: Awakening começou em 2010, quando Genki Yokota, o diretor da Nintendo SPD, encerrava seu trabalho em Xenoblade Chronicles. O desenvolvimento progrediu lentamente durante o primeiro ano, período no qual o produtor Hitoshi Yamagami organizou a estrutura de desenvolvimento do jogo. Após a conclusão, Yamagami delegou a direção de produção à seu codiretor Genki Yokota.
Devido as baixas vendas dos títulos anteriores, a Nintendo avisou aos desenvolvedores que Awakening seria o último jogo da série se não vendesse mais que o limite imposto de 250 mil cópias. Isso causou um pânico inicial na equipe, o que levou-os a considerar uma reformulação geral da série. Chegaram a considerar, por exemplo, uma ambientação contemporânea ou que o jogo se passasse em Marte. Eventualmente, o time decidiu que tais mudanças drásticas alienariam os fãs antigos ao invés de atrair novos, e mantiveram a ambientação e estilo medieval europeu dos jogos anteriores. A equipe decidiu então, como compromisso, fazer de Awakening a "culminação" da série, incorporando elementos de jogabilidade de todos os jogos anteriores.
A direção de arte coube a Toshiyuki Kusakihara, sendo que o design dos personagens foi feito por Kusakihara e pelo mangaká Yūsuke Kozaki. Kusakihara entrou na equipe para que oferecesse uma perspectiva mais nova à série, enquanto Kozaki foi trazido com o expresso objetivo de criar um novo estilo artístico, distinto e que fosse bem recebido no exterior, assim como havia sido seu último trabalho, No More Heroes para o Wii.

### Design
Awakening foi o primeiro Fire Emblem para o Nintendo 3DS, plataforma que estava em sua fase final de produção pré-lançamento durante o desenvolvimento do jogo. Por isso, o time possuía apenas uma ideia limitada do que o sistema era capaz. Uma notável característica ausente nos modelos gráficos dos personagens é que estes não possuem pés. Como não tinham certeza do poder da CPU do 3DS, o time propositalmente limitou o número de ossos nos modelos, o que fez com que os pés e tornozelos destes fossem omitidos. Outra explicação também dada é que os desenvolvedores queriam que os jogadores focassem nas faces, na parte superior, dos personagens e por isso eles propositalmente diminuíram o tamanho das partes inferiores dos modelos.
Um esforço consciente foi feito, relacionado a acessibilidade do título, para tornar os ícones e a interface mais fáceis de se entender. Por exemplo, o cursor da interface do jogo, que nos títulos anteriores era uma forma triangular, foi alterado para uma mão apontado. Numa entrevista a Official Nintendo Magazine, os desenvolvedores disseram que Awakening foi a primeira vez em que o time se conformou à ideia comum de que os jogos da Nintendo são fáceis e acessíveis.

### Trilha sonora
Os compositores de Fire Emblem: Awakening foram Hiroki Morishita, que também atuou como diretor de som, e Rei Kendoh, conhecido por seu trabalho em Ōkami e Bayonetta. Yuka Tsujiyoko, compositora usual da série e autora do tema principal, atuou como supervisora. A trilha sonora foi lançada exclusivamente no Japão, em dois álbuns: um contendo a trilha completa em cinco discos, Fire Emblem: Awakening Original Soundtrack, e o outro, Fire Emblem: Awakening Music Selection, contendo uma seleção de vinte músicas, disponibilizada através do Club Nintendo.

## Lançamento
O jogo foi primeiramente anunciado em setembro de 2011 numa apresentação na Tokyo Game Show, como parte da linha de de lançamentos da Nintendo de 2012 para o 3DS, junto de títulos como Bravely Default e Monster Hunter 4. Pelo seu lan A localização e o lançamento no Ocidente foram planejados de antemão na concepção do jogo, visto a inclusão dos elementos estéticos e de jogabilidade diretamente destinados à agradar esse público. A localização coube conjuntamente a Nintendo of America e a empresa 8-4, especializada em jogos independentes, durando aproximadamente um ano.
O lançamento europeu foi anunciado em fevereiro de 2012. Um mês depois, em março, a Nintendo of America registrou o nome de domínio de Fire Emblem Awakening, sendo que a confirmação oficial do jogo na América ocorreu em junho, através da sua conta oficial no Twitter. Em dezembro ainda do mesmo ano, por fim, as datas das janelas de lançamento foram anunciadas. No Ocidente, o jogo incluía tanto a faixa de voz com a dublagem em inglês quanto a dublagem original em japonês. Houve uma certa confusão no lançamento na América do Norte, com vendedores canadenses quebrando a data de embargo imposta pela Nintendo, enquanto nos Estados Unidos, apesar do jogo estar disponível na Nintendo eShop, as principais lojas de comércio virtual não o tinham em estoque.

### Conteúdo adicional
Fire Emblem: Awakening foi o primeiro jogo não-digital lançado pela Nintendo a receber conteúdo adicional para download (DLC) depois do seu lançamento. A partir desse, personagens dos jogos anteriores da série Fire Emblem e mais de vinte mapas jogáveis adicionais foram lançados, no ritmo de um mapa por semana durante vários meses. Os DLCs foram lançados em todas as regiões disponíveis. Dentro do contexto do jogo, os DLCs podem ser acessados após os jogadores, no mínimo, completarem a quinta missão da campanha principal, numa área especifica nomeada "Outrealm Gate", que os levará para o conteúdo baixado. Dentre os artistas que participaram do design dos DLCs incluem veteranos da série, como Senri Kita de Fire Emblem: Radiant Dawn, e novatos como Kimihiko Fujisaka, designer do jogo Drakengard. Um dos DLCs lançados, nomeado Summer Scramble, que incluía um mapa temático de praia além de imagens ilustrativas de alguns personagens em trajes de banho, foi autocensurado no Ocidente pela Nintendo com a adição de uma cortina a uma dessas imagens, de forma a encobrir a personagem Tharja.

## Recepção
Fire Emblem: Awakening recebeu vasta aclamação crítica, assegurando a nota média de 92/100 no agregador de criticas Metacritic, baseado em 72 análises diferentes. Depois do seu lançamento, Awakening foi colocado em primeiro lugar na lista dos melhores jogos para o 3DS do GameSpot, alcançando o segundo lugar numa lista semelhante do GameTrailers. A IGN incluiu o jogo em duas listas diferentes: o segundo melhor jogo para 3DS, dentre 25, e 21º dentre os 125 melhores jogos da Nintendo de todos os tempos. A equipe da revista Slant Magazine nomeou-o como o 11º melhor jogo de 2013.
Em sua crítica, a Famitsu destacou como o jogo podia ser aproveitado igualmente por jogadores novatos ou veteranos da série, tendo feito as respectivas acomodações; elogiando ainda os novos elementos de jogabilidade. Audrey Drake da IGN considerou Awakening o RPG de estratégia mais fluído e deslumbrante disponível no portátil, com a melhor história e melhor valor de produção de um jogo de 3DS até então. Chris Carter do Destructoid, similarmente à Famitsu, recomendou-o para tantos os velhos quanto os novos jogadores.
Stephen Totilo, editor-chefe do Kotaku americano, exaltou o jogo, principalmente os sistemas de interação sociais e de casamento, dizendo que: "Amizades e casamentos são essenciais para a sobrevivência em Awakening. Jogue o jogo na dificuldade média — ou na difícil, como eu fiz — e suas unidades não irão sobreviver se não forem amigos ou cônjuges".
Totilo fez uma analogia comparando a jogabilidade do titulo à um jogo de "xadrez mais sofisticado." Ele comparou as peças de xadrez aos personagens da campanha, mas destacado que o jogo torna as unidades mais envolventes ao dá-las personalidade e narrativa, fazendo com que o jogador afeiçoa-se. Concluiu sua crítica dizendo que: "[Fire Emblem: Awakening] é um jogo que, por si só, faz valer a pena ter um Nintendo 3DS". Bruno Araujo, escrevendo para o G1, também fez a analogia com o xadrez e elogiou a acessibilidade do jogo; destacou ainda o contexto do gênero estratégia em consoles, de modo que, assim como XCom: Enemy Unknown, lançado em 2012, renovou o gênero, Fire Emblem era um jogo que possuía a "mesma qualidade, ainda mais estratégico e com uma nova dose muito bem vinda de disputas táticas".
Rich Stanton da Eurogamer deu a nota máxima dez para o jogo, destacando os temas de sua história e o quanto essa lhe fez se importar com os personagens. Já a sua versão portuguesa, a Eurogamer Portugal, deu apenas a nota nove de um total de dez. O redator Vítor Alexandre justificou em sua análise que: "A existência de um modo on-line dar-lhe-ia o ponto extra para a perfeição, porque este RPG táctico é não só exigente e competitivo, mas extremamente gratificante, apelativo e bem conseguido como jogo portátil, aproveitando, com sucesso, muitas funções da 3DS."
O portal brasileiro UOL Jogos deu a nota 9/10, exaltando o "enredo envolvente", as "batalhas viciantes", os "personagens marcantes" e a existência dos modos de jogo clássico e casual. Pablo Raphael, o redator da UOL, somente depreciou os "gráficos decepcionantes" do jogo, dizendo que: "Ao oferecer tantas coisas bacanas para o jogador, "Fire Emblem: Awakening" quase mascara seu maior problema: os gráficos no tabuleiro de batalha".
A mesma nota foi obtida do redator Rafael Neves, do Nintendo Blast, que apontou a "pouca precisão na delimitação das diferentes áreas do campo de batalha" e  "algumas texturas pouco detalhadas e aspectos visuais mal polidos [que] contrastam com os belos gráficos do título" como seu defeitos. Rafael acompanhou as vozes dos outros críticos e também criticou a falta de um modo on-line no multijogador, modo esse que ele considerou "pouco interessante".
O site IGN incluiu o jogo na posição de número 70 no ranking dos "100 melhores RPGs de todos os tempos" (Top 100 RPGs of All Time).

### Prêmios
Awakening foi nomeado a vários prêmios. No Prêmio Famitsu de 2012, o jogo foi um dos laureados com o Prêmio Excelência da revista. No ocidente, foi nomeado na categoria "Melhor RPG" no Spike Video Game Awards de 2013. No prêmio Jogos do Ano de 2013 de Destructoid, Awakening foi nomeado a várias categorias, como Melhor RPG (perdendo para Ni no Kuni: Wrath of the White Witch), Melhor História (perdendo para Papers, Please) e Melhor Trilha Sonora (perdendo para Super Mario 3D World); inclusive nomeado para a premiação principal de Jogo do Ano, junto com oito outros (acabou perdendo para The Last of Us). Também foi nomeado à Jogo do Ano de 2013 pelo Gamespot, na categoria 3DS, perdendo para The Legend of Zelda: A Link Between Worlds, também da Nintendo.
No prêmio Melhores de 2013 da IGN, ganhou em duas categorias específicas do 3DS: Melhor Jogo de Estratégia para o 3DS e Melhor História para o 3DS. No Game Developers Choice Awards de 2014, foi nomeado na categoria de Melhor Jogo Portátil, também perdendo para Zelda: A Link Between Worlds.

### Vendas
O jogo vendeu excepcionalmente bem no Japão. Na sua semana de lançamento, vendeu 242 600 unidades, alcançando o topo das tabelas de venda. Chegou a vender 81,63% de seu lote inicial, deixando algumas lojas esgotadas do título. A Media Create, empresa que monitora os dados de vendas de jogos no Japão, atribuiu o sucesso inicial aos cinco anos desde o último jogo, às características acessivas do título, e à bem sucedida campanha publicitária da Nintendo. Até o começo de 2013, o jogo havia vendido 455 268 unidades, colocando-o entre os 30 títulos mais vendidos de 2012. Além do jogo principal, a Nintendo revelou que 1,2 milhões de unidades de conteúdo adicional haviam sido baixadas, com um lucro adicional de 380 milhões de ienes (aproximadamente 4,8 milhões de dólares). No total, até setembro de 2012, o lucro obtido nas vendas do jogo foi de 2,4 bilhões de ienes (30,6 milhões de dólares), sendo que os DLCs representavam 15% dessa quantia.
No Ocidente, as vendas também foram boas, embora não na mesma escala. Durante seu primeiro mês à venda na América do Norte, o jogo vendeu 180 mil unidades, sendo que 63 mil destas foram através de downloads na eShop, 35% do total. As vendas continuaram crescentes nos meses seguintes, alcançando a marca de 240 mil cópias vendidas em abril, incluindo 20 mil unidades extras vendidas digitalmente. Até setembro daquele ano, sete meses após o lançamento, 390 mil unidades haviam sido vendidas na América do Norte. No Reino Unido, Awakening estreou em terceiro lugar na tabela de vendas, atrás do também lançamento Injustice: Gods Among Us e de BioShock Infinite. No total, Awakening tornou-se o jogo mais bem vendido da série no Ocidente. Até dezembro de 2014, o jogo havia vendido 1,9 milhões de cópias mundialmente.

### Legado
As boas vendas do jogo, que ultrapassaram a meta imposta pela Nintendo durante o desenvolvimento, evitaram o cancelamento da série Fire Emblem. Em janeiro de 2015, o lançamento global de um novo título da série criado para o 3DS pelo mesmo time produtor de Awakening, Fire Emblem Fates, foi anunciado. O sucesso de Awakening chegou a ser creditado por aumentar o interesse no 3DS entre outras desenvolvedoras de RPGs japonesas, como a Atlus e a Square Enix. Dois dos personagens, Lucina e o Avatar (sob o nome padrão Robin e com sua aparência padrão masculina e feminina) foram incluídos nos jogos de luta crossover Super Smash Bros. for Nintendo 3DS e Wii U. Chrom chegou a ser considerado, mas os desenvolvedores julgaram-no muito similar aos outros personagens da série já presentes no jogo (Marth, Ike), o que relegou-o a apenas um papel cameo não-jogável. Chrom retornou como personagem jogável em Super Smash Bros. Ultimate, assim como Lucina e Robin. Os Amiibos de Lucina e Robin foram lançados junto com uma coleção de Super Smash Bros; conectá-los no 3DS tornava-os personagens jogáveis em Code Name: S.T.E.A.M., jogo também da Intelligent Systems.